# スイストラベルシステム
スイストラベルシステム (Swiss Travel System) は、スイスの鉄道、バス、山岳交通、都市交通の約300社の交通機関の協力で実現した、スイス全土を網羅する交通ネットワークシステムの名称である。
外国人旅行者など、スイス非居住者向けに特別割引パスが発売され、フランス国鉄 (SNCF) とスイス連邦鉄道 (SBB) のベンチャー企業、レイルヨーロッパを総代理店として約50ヶ国の旅行会社で販売しており、旅行者は出発前に自国通貨で購入することができる。
旅行者の移動パターンに応じて数種類のパスが用意されており、スイスの大半の交通機関が無料または割引で利用することができる。

## スイストラベルシステムのパス
- スイストラベルパス
- スイストラベルパス　フレックス
- スイストランスファーチケット
- スイストランスファーチケット＋ハーフフェアカード　コンビ
- スイスファミリーカード